# Fires at Midnight
Fires at Midnight — третий студийный альбом группы Blackmore's Night. Официально выпущен 10 июля 2001 года на лейбле Steamhammer SPV.

## Об альбоме
Третий альбом группы получился тяжелее своих предшественников. Ричи Блэкмор: «Когда после выпуска первого диска мы начали гастролировать, оказалось, что люди ждут от нас такого „тяжёлого“ материала. Поэтому мы решили на „Fires At Midnight“ поместить больше композиций, сыгранных в электрике, включающих хард-роковые соло. Раньше мне казалось, что такие вещи Blackmore’s Night не подходят. Но чем дольше мы играем, тем с большей свободой подходим к аранжировкам.»
Половина выручки с продаж сингла «Home Again» была направлена жертвам наводнения в Германии 2002 года.

## Список композиций
| №   | Название                               | Автор(ы)                                | Длительность |
| --- | -------------------------------------- | --------------------------------------- | ------------ |
| 1.  | «Written in the Stars»                 | Ричи Блэкмор, Кэндис Найт               | 4:47         |
| 2.  | «The Times They Are a-Changin'»        | Боб Дилан                               | 3:30         |
| 3.  | «I Still Remember»                     | trad. by Тильман Сузато, Блэкмор, Найт  | 5:39         |
| 4.  | «Home Again»                           | Блэкмор, Найт                           | 5:25         |
| 5.  | «Crowning of the King»                 | trad. by Тильман Сузато, Блэкмор, Найт  | 4:29         |
| 6.  | «Fayre Thee Well» (инструментал)       | Блэкмор                                 | 2:05         |
| 7.  | «Fires at Midnight»                    | trad. by Альфонсо X, Блэкмор, Найт      | 7:33         |
| 8.  | «Hanging Tree»                         | Блэкмор, Найт                           | 3:44         |
| 9.  | «The Storm»                            | Блэкмор, Найт                           | 6:08         |
| 10. | «Mid Winter's Night»                   | trad., Блэкмор, Найт                    | 4:27         |
| 11. | «All Because of You»                   | Блэкмор, Найт                           | 3:34         |
| 12. | «Waiting Just for You»                 | trad. by Jeremiah Clarke, Блэкмор, Найт | 3:14         |
| 13. | «Praetorius (Courante)» (Instrumental) | trad. by Михаэль Преториус              | 1:54         |
| 14. | «Benzai-Ten»                           | Блэкмор, Найт                           | 3:49         |
| 15. | «Village on the Sand»                  | Блэкмор, Найт                           | 4:54         |

### Bonus tracks
| №  | Название                                                                                                  | Автор(ы)      | Длительность |
| -- | --- | ------------- | ------------ |
| 1. | «Again Someday»                                                                                           | Блэкмор, Найт | 1:42         |
| 2. | «Possum's Last Dance» (Instrumental; European version only)                                               | Блэкмор       | 2:41         |
| 3. | «Sake of Song» (B-side to the European Single "The Times They Are a Changin'"; US and Japan version only) | Блэкмор, Найт | 3:13         |

## Участники записи
- Ричи Блэкмор — электрическая и акустическая гитары, колёсная лира, мандолина, ударные эпохи ренессанса, тамбурин
- Кэндис Найт — ведущий и бэк-вокал, свистулька, шалмей, арфа, блок-флейта, электронные волынки
- Сэр Роберт Нормандский (Роберт Куриано) — бас-гитара, бэк-вокал
- Кармине Джигльо — клавишные
- Крис Дивайн — скрипка, альт, блокфлейта, флейта
- Mike Sorrentino — ударные
- Richard Wiederman — трубы
- John Passanante — тромбон
- Пэт Риган — клавишные
- Albert Dannemann — волынка в «All Because of You»